# Biographisch-narrative Gesprächsführung
Die biographisch-narrative Gesprächsführung ist eine Methode, die an die empirischen Forschungsverfahren des  narrativen Interviews anschließt. Das Verfahren hat der deutsche Soziologe Fritz Schütze im Rahmen einer Studie über lokalpolitische Machtverhältnisse um 1975 an der Universität Bielefeld entwickelt. Diese Verfahrensprinzipien werden aus dem ursprünglichen wissenschaftlichen Zusammenhang herausgelöst und zum Beispiel auf die professionelle Praxis der Erwachsenenbildung, der Laufbahnberatung und der Sozialen Arbeit übertragen.

## Narrative Interviewtechnik
Die von Fritz Schütze vorgeschlagene Technik der Interviewführung gründet auf Erkenntnissen aus der Sprachsoziologie, Linguistik, Erzähltheorie, Ethnographie und Volkskunde. Im Zentrum seiner Überlegungen steht die zentrale Bedeutung des Narrativen in der alltäglicher Kommunikation und in empirischen Forschungsprozessen. Hierzu gibt es drei Vorgehensweisen:
- Interviewpartner werden zu einer umfassenden und detaillierten Stegreiferzählung persönlicher Erlebnisse in einem vorgegebenen Themenbereich gebeten. Dabei werden die Personen nicht mit standardisierten Fragen konfrontiert.
- Im freien Erzählen über selbsterlebte Ereignisse ergeben sich subjektive Bedeutungsstrukturen, die sich einem systematischen Befragen im Interview eher verschließen würden.
- Auch im Alltag spielen Erzählungen eine herausragende Rolle. Denn sie dienen der Verarbeitung, Bilanzierung und Bewertung von Erfahrungen; übergreifende Handlungszusammenhänge werden sichtbar; ein subjektiver Sinn kann rekonstruiert werden.

## Konzeptionen
Die Bezeichnung biografisch-narrative Gesprächsführung geht zurück auf unabhängig voneinander entstandene Arbeiten von Gabriele Rosenthal und Mitarbeiterinnen sowie Reinhard Völzke. Beide Ansätze transferieren die Forschungsmethode des narrativen Interviews auf die Praxis der pädagogischen, beraterischen und  sozialen Arbeit. Den Konzeptionen ist gemeinsam, dass die Adressaten pädagogischen Handelns die Gelegenheit haben, eigene Erlebnisse und Erfahrungen narrativ in einer selbstgesteuerten Form zu rekonstruieren und zu präsentieren. Lernende, Beratungssuchende und andere Klienten werden darin unterstützt, eigene Deutungen ihrer Erlebnisse zu finden, vorhandene Bewertungen zu überprüfen, ihr Selbstbild zu relativieren und aktuellen Gegebenheiten anzupassen. Narrative Kommunikation ist eine spezifische Form der Selbstreflexion.
Biografisch-narrative Gesprächsführung begleitet den autobiografischen Erinnerungsprozess, um die erzählende Person in der Bewusstwerdung ihrer persönlichen und sozialen Identität zu unterstützen. Gleichzeitig zielt diese Art der Gesprächsführung auf die Erhöhung des Fremdverstehens durch die zuhörende Person.

### Konzeption nach Rosenthal
Die Konzeption von Gabriele Rosenthal orientiert sich eng am dreiphasigen Aufbau der narrativen Interviewtechnik nach Fritz Schütze:
- Die zu beratende Person wird zu Beginn durch Eingangsimpulse zur narrativen Exploration einer biografischen Haupterzählung angeregt. Der Erzähler breitet in einer selbstgesteuerten Form die eigene Lebensgeschichte vor dem Zuhörer aus. Gefördert wird der Erzählprozess durch eine betont zurückhaltende Haltung der zuhörenden Person, die durch keinerlei Interventionen Einfluss auf die präsentierten Inhalte, die Vollständigkeit oder Konsistenz der Erzählung nimmt.
- In der zweiten Gesprächsphase werden durch die zuhörende Person gezielte Fragen nach Themen oder Ereignissen gestellt, die in der Haupterzählung bereits erwähnt wurden. Die erzählende Person wird auf diese Weise gebeten, einzelne Aspekte der Lebensgeschichte ausführlicher darzustellen.
- In der dritten Phase werden von der zuhörenden Person gezielt jene Themen angesprochen, die bisher noch nicht erwähnt wurden, die aus Sicht der zuhörenden Person aber von Interesse sein könnten.

Weil ein in dieser Weise angeleiteter Erzählprozess mehrere Stunden dauern kann, besteht ein vollständiges biografisch-narratives Gespräch häufig aus zwei bis drei Sitzungen.

### Konzeption nach Völzke
Die zweite Konzeption der biografisch-narrativen Gesprächsführung stammt von Reinhard Völzke, der sich auf entsprechende Vorarbeiten von Michael Schibilsky beruft. Dieser Ansatz schließt ebenfalls an das auf Fritz Schütze zurückgehende biographisch-narrative Interview an. Es überträgt die Interviewtechnik aber – bestimmter als beim Rosenthal-Konzept – auf unterschiedliche pädagogische Settings, in denen teilweise nur wenig Zeit zur Verfügung steht. Beim Einsatz dieser Technik werden folgende aktuelle Gegebenheiten unterschieden:
- Tür-und-Angel-Situationen,
- Zusammenhang mit Veranstaltungen und
- dezidiert narrative Settings.

Teilnehmende Personen eines Weiterbildungsseminars, Klienten einer sozialen Beratung oder andere Adressaten pädagogischen Handelns werden durch erzählgenerierende Impulse angeleitet, das in der aktuellen Situation angesprochene Thema oder Ereignis durch das Erzählen einer selbsterlebten Geschichte zu konkretisieren. Zentrale Gesprächstechniken sind dabei:
- Absenken der Erzählschwelle,
- anknüpfendes Nachfragen,
- Zurückhalten eigener Bewertungen und
- Meiden bewertender Fragen.

Biographisch-narrative Gesprächsführung versteht sich nicht als eine Gesprächstechnik im engeren Sinne. Das Konzept wird  nicht durch das exakte Befolgen von Gesprächsregeln und Fragetechniken realisiert. Vielmehr erhält in einer grundlegenden Haltung der jeweilige Adressat in der aktuellen Interaktion einen Erzählraum. Voraussetzung hierfür sind Neugier und authentisches Interesse an den erzählten Darstellungen.